# روب لوو
روب لوو (بالإنجليزية: Rob Lowe)‏ (ولد في 17 مارس 1964) ممثل أمريكي، أصبح ذا شهرة بعد أدائه مجموعة أفلام في الثمانينيات ،مثل : The Outsiders، St. Elmo's Fire، كما أنه عرف بدور سام سيبروم في مسلسل الجناح الغربي (The West Wing)، وبدور السيناتور روبيرت ماكلستير في مسلسل ( Brothers & Sisters).

## قائمة أفلامه
- Schoolboy Father 1980
- Class (film) 1983
- The Outsiders (film) 1983
- Oxford Blues 1984
- The Hotel New Hampshire (film) 1984
- St. Elmo's Fire (film) 1985
- Youngblood (1986 film) 1986
- About Last Night (film)... 1986
- Square Dance (film) 1987
- Illegally Yours (film) 1988
- Masquerade (1988 film) 1988
- Bad Influence (film) 1990
- The Finest Hour (Film) 1991
- Wayne's World (film) 1992
- The Stand (TV miniseries) 1994
- Tommy Boy 1995
- Frank & Jesse 1995
- 1996 On Dangerous Ground (فيلم تليفزيوني)
- Contact (film) 1997
- For Hire 1997
- Hostile Intent 1997
- Austin Powers: International Man of Mystery 1997 (كوميدي)
- Austin Powers: The Spy Who Shagged Me 1999
- 1999 The West Wing (مسلسل تليفزيوني) (1999-2003)
- Atomic Train 1999
- Proximity (film) 2000
- The Specials (film) 2000
- The Christmas Shoes 2002
- Austin Powers in Goldmember 2002
- View from the Top 2003
- Framed (2003 film)2003
- Salem's Lot (2004 TV mini-series) 2004
- Beach Girls (TV Miniseries) 2005
- The Christmas Blessing 2005
- Thank You for Smoking 2006
- Brothers & Sisters (2006 (مسلسل تليفزيوني 2006)
- A Perfect Day (2006 television film 2006
- This Side of the Truth 2009
- سوبر تروبرس 2 2018

## وصلات خارجية
- Official Rob Lowe Fan Website
- روب لوو على موقع IMDb (الإنجليزية)
- روب لوو على موقع مونزينجر (الألمانية)
- روب لوو على موقع ألو سيني (الفرنسية)
- روب لوو على موقع ميوزك برينز (الإنجليزية)
- روب لوو على موقع تيرنر كلاسيك موفيز (الإنجليزية)
- روب لوو على موقع أول موفي (الإنجليزية)
- روب لوو على موقع بوكس أوفيس موجو (الإنجليزية)
- روب لوو على موقع قاعدة بيانات برودواي على الإنترنت (الإنجليزية)
- روب لوو على موقع قاعدة بيانات برودواي على الإنترنت (الإنجليزية)
- روب لوو على موقع قاعدة بيانات الأفلام السويدية (السويدية)